# 迎合
| ウィキペディアには「迎合」という見出しの百科事典記事はありません（タイトルに「迎合」を含むページの一覧/「迎合」で始まるページの一覧）。 代わりにウィクショナリーのページ「迎合」が役に立つかもしれません。 |